# Serrat del Llogari
El Serrat del Llogari és una serra i muntanya del terme municipal de Monistrol de Calders, a la comarca del Moianès.
Està situat al nord-est de la masia del Bosc, a ponent del Sot de l'Abellar, a llevant del lloc on hi hagué el Mas Pujol. És al sud-oest de la capella de Sant Pere Màrtir.
Per la peculiar forma del seu cim, format per camps de conreu disposats en espiral, rep el nom popular de l'Ensaïmada.